# Comuna de Markuszów
Markuszów (polaco: Gmina Markuszów) é uma gminy (comuna) na Polónia, na voivodia de Lublin e no condado de Puławski. A sede do condado é a cidade de Markuszów.
De acordo com os censos de 2004, a comuna tem 3021 habitantes, com uma densidade 74,8 hab/km².

## Área
Estende-se por uma área de 40,39 km², incluindo:
- área agricola: 84%
- área florestal: 8%

## Demografia
Dados de 30 de Junho 2004:
|                      | Total   | Total | Mulheres | Mulheres | Homens  | Homens |
| -------------------- | ------- | ----- | -------- | -------- | ------- | ------ |
|                      | pessoas | %     | pessoas  | %        | pessoas | %      |
| População            | 3021    | 100   | 1494     | 49,5     | 1527    | 50,5   |
| Densidade (pop./km²) | 74,8    | 100   | 37       | 37       | 37,8    | 37,8   |

De acordo com dados de 2002, o rendimento médio per capita ascendia a 1446,48 zł.

## Subdivisões
- Bobowiska, Góry, Kaleń, Kolonia Góry, Łany, Markuszów, Olempin, Olszowiec, Wólka Kątna, Zabłocie.

## Comunas vizinhas
- Abramów, Garbów, Kurów, Nałęczów